# Autostrada A5 (Portugalia)
Autostrada A5 (port. Autoestrada A5, Autoestrada da Costa do Estoril) – autostrada w środkowej Portugalii, w aglomeracji Lizbony. Biegnie z Lizbony do Cascais. Przejazd autostradą jest płatny. Koncesjonariuszem zarządzającym autostradą jest Brisa – Auto-estradas de Portugal (BRISA).
Pierwszy odcinek autostrady Lizbona- Estádio Nacional, został otwarty w 1944, jak pierwsza autostrada w Portugalii.